# Mario Gentili (ciclista, 1962)
Mario Gentili (Roma, 5 de marzo de 1962) es un deportista italiano que compitió en ciclismo en la modalidad de pista, especialista en la prueba de medio fondo.
Ganó tres medallas en el Campeonato Mundial de Ciclismo en Pista entre los años 1985 y 1987.

## Medallero internacional
| Campeonato Mundial | Campeonato Mundial                | Campeonato Mundial | Campeonato Mundial |
| Año                | Lugar                             | Medalla            | Competición        |
| ------------------ | --------------------------------- | ------------------ | ------------------ |
| 1985               | Bassano (Italia)                  | Medalla de bronce  | Medio fondo (A)    |
| 1986               | Colorado Springs (Estados Unidos) | Medalla de oro     | Medio fondo (A)    |
| 1987               | Viena (Austria)                   | Medalla de oro     | Medio fondo (A)    |